# Cohasset
|  | Per a altres significats, vegeu «Cohasset (Massachusetts)». |

Cohasset és una població del Comtat d'Itasca (Minnesota) als Estats Units d'Amèrica. Segons el cens dels Estats Units del 2000 tenia 2.481 habitants.

## Demografia
Segons el cens del 2000, Cohasset tenia 2.481 habitants, 960 habitatges, i 740 famílies. La densitat de població era de 36,1 habitants per km².
Dels 960 habitatges en un 33,6% hi vivien nens de menys de 18 anys, en un 66,6% hi vivien parelles casades, en un 7,5% dones solteres, i en un 22,9% no eren unitats familiars. En el 19,1% dels habitatges hi vivien persones soles el 7,5% de les quals corresponia a persones de 65 anys o més que vivien soles. El nombre mitjà de persones vivint en cada habitatge era de 2,58 i el nombre mitjà de persones que vivien en cada família era de 2,93.
Per edats la població es repartia de la següent manera: un 25,9% tenia menys de 18 anys, un 6,5% entre 18 i 24, un 24,1% entre 25 i 44, un 31,1% de 45 a 60 i un 12,3% 65 anys o més.
L'edat mediana era de 41 anys. Per cada 100 dones de 18 o més anys hi havia 101,2 homes.
La renda mediana per habitatge era de 44.054 $ i la renda mediana per família de 48.849 $. Els homes tenien una renda mediana de 48.869 $ mentre que les dones 25.250 $. La renda per capita de la població era de 21.071 $. Entorn del 4,9% de les famílies i el 5,6% de la població estaven per davall del llindar de pobresa.

## Poblacions més properes
El següent diagrama mostra les poblacions més properes.